# 大岡山站
大岡山站（日语：／ Ōokayama eki */?）是一個位於東京都大田區北千束三丁目，屬於東急電鐵的鐵路車站。此站有目黑線與大井町線停靠，是兩條路線的轉乘站。目黑線的車站編號是MG06、大井町線是OM08。
另外，大岡山是目黑區的町名（此站位於大田區與目黑區的區界，站內有部分屬目黑區大岡山二丁目）。

## 歷史
- 1923年（大正11年）3月11日 - 目黑蒲田電鐵線（現目黑線）通車[2]。
- 1927年（昭和2年）7月6日 - 大井町線通車[2]。
- 1990年（平成2年）10月16日 - 本站開始地下化工程[3]。
- 1997年（平成9年）6月27日 - 地下化車站完工並開始投入服務。
- 2000年（平成12年）8月6日 - 東急目蒲線分拆成目黑線及東急多摩川線，車站改屬目黑線。
- 2002年（平成14年）2月25日 - 增設東急醫院出入口[4]。
- 2007年（平成19年）11月3日 - 因東急醫院移至本站正上方，東急醫院出入口改稱東出入口。
- 2008年（平成20年）3月28日 - 大井町線增設急行列車服務，本站為急行列車停靠站。

## 結構

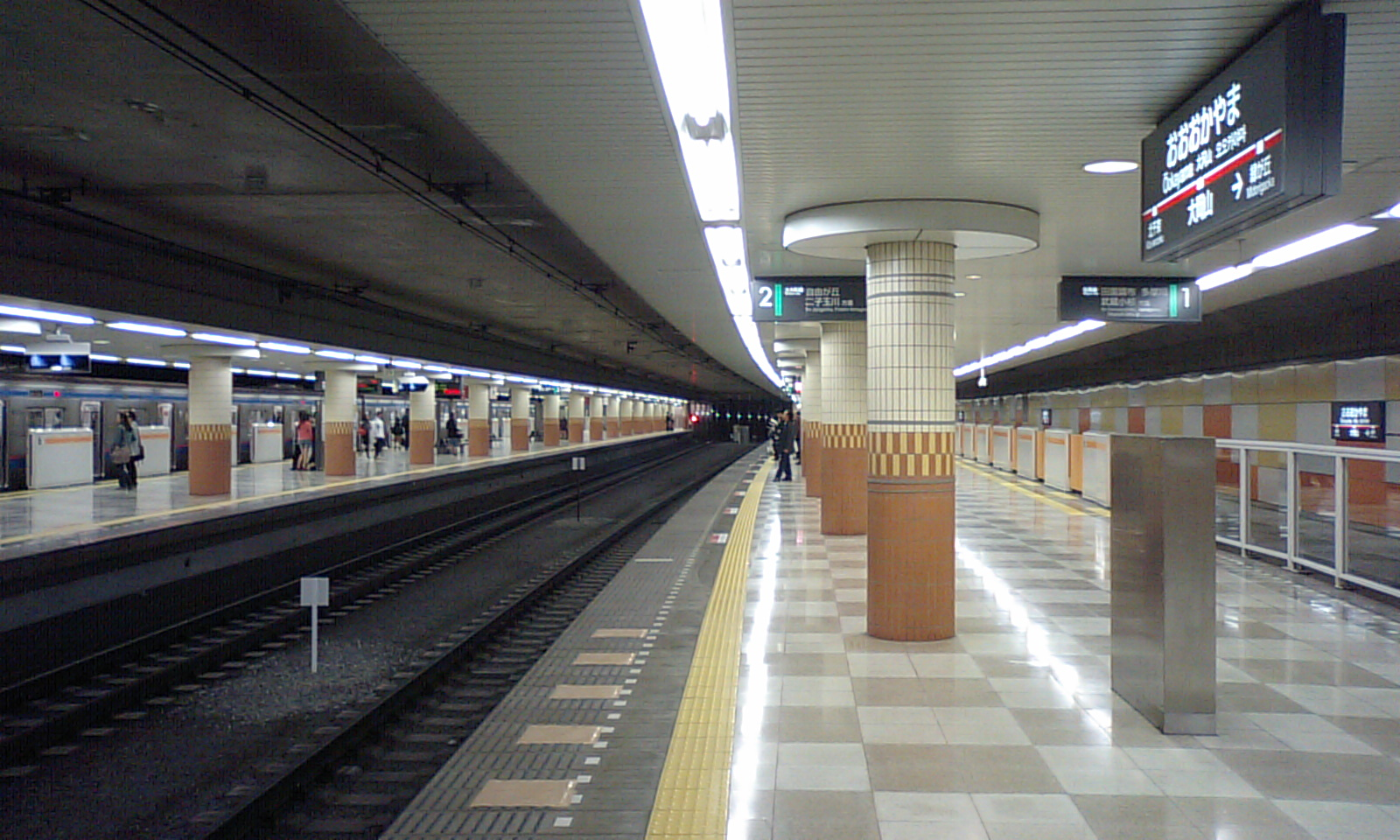
月台（2008年4月）

本站為2面4線島式月台地下車站，外側線路由目黑線使用，內側線路由大井町線使用。日吉方向與溝之口方向、大井町方向與目黑方向可在同月台轉乘。另外，奧澤、綠丘方向有轉乘用地面連絡通道。目黑線月台設有防止乘客跌落軌道的月台門。
大井町線的北千束方向設有一條拖上線，東橫線、目黑線、東急多摩川線、池上線車輛可利用此線轉向進入長津田車輛工廠，或是東京地下鐵日比谷線03系線轉向進入鷺沼工場。另外也可作為臨時列車等的留置線。2007年11月16日自由丘車庫廢止後至2008年3月28日大井町線改點為止，平日早晨、傍晚有大井町線車輛留置本站。
車站地下化以前，本站是3面4線地面車站，大井町線為側式月台（上、下行皆使用南側月台）、目蒲線為島式月台。

### 月台配置
| 月台 | 路線     | 方向 | 目的地                                                               |
| ---- | -------- | ---- | -------------------------------------------------------------------- |
| 1    | 目黑線   | 下行 | 多摩川、武藏小杉、日吉方向                                           |
| 2    | 大井町線 | 下行 | 自由丘、二子玉川、溝之口方向                                         |
| 3    | 大井町線 | 上行 | 旗之台、大井町方向                                                   |
| 4    | 目黑線   | 上行 | 目黑、南北線 赤羽岩淵、 埼玉高速鐵道線 浦和美園、三田線 西高島平方向 |

（來源：東急電鐵:車站構內圖（页面存档备份，存于））

### 站房
1997年本站地下化時，距離車站五分鐘的東急醫院就有移至本站上方的計畫，因此在地下化工程時，軌道下方增設彈簧以降低列車的振動。
2006年醫院正是興建，2007年11月3日開業。出正面剪票口後左側便是醫院入口。另外，本站也是第一座上方是醫院的車站。

## 使用情況
2016年度1日平均上下車人次如下。
- 目黑線 - 21,607人[7]
- 大井町線 - 28,886人[8]

目黑線的使用人數比急行通過站西小山站還少。由於本站使用者主要以目黑線與大井町線轉乘為主，因此不會進出車站。

### 各年度1日平均上下車人次
近年1日平均上下車人次推移如下表。
| 年度               | 目黑線             | 目黑線 | 轉乘人次 | 大井町線           | 大井町線 |
| 年度               | 1日平均 上下車人次 | 增長率 | 轉乘人次 | 1日平均 上下車人次 | 增長率   |
| ------------------ | ------------------ | ------ | -------- | ------------------ | -------- |
| 2003年（平成15年） | 16,548             | 1.5%   | 44,019   | 22,794             | 5.0%     |
| 2004年（平成16年） | 16,550             | 0.0%   | 49,905   | 23,198             | 1.8%     |
| 2005年（平成17年） | 16,778             | 1.4%   | 54,473   | 23,294             | 0.4%     |
| 2006年（平成18年） | 16,842             | 0.4%   | 61,600   | 23,584             | 1.2%     |
| 2007年（平成19年） | 18,674             | 10.9%  | 67,801   | 23,984             | 1.7%     |
| 2008年（平成20年） | 19,360             | 3.7%   | 72,490   | 24,924             | 3.9%     |
| 2009年（平成21年） | 19,853             | 2.5%   | 79,198   | 25,408             | 1.9%     |
| 2010年（平成22年） | 19,773             | -0.4%  | 80,915   | 25,662             | 1.0%     |
| 2011年（平成23年） | 19,593             | -0.9%  | 81,875   | 25,640             | -0.1%    |
| 2012年（平成24年） | 19,927             | 1.7%   | 83,877   | 26,328             | 2.7%     |
| 2013年（平成25年） | 19,929             | 0.0%   | 85,565   | 27,209             | 3.3%     |
| 2014年（平成26年） | 20,223             | 1.5%   | 86,077   | 27,075             | -0.5%    |
| 2015年（平成27年） | 21,019             | 3.9%   | 87,948   | 28,116             | 3.8%     |
| 2016年（平成28年） | 21,607             |        |          | 28,886             |          |

近年1日平均上車人次如下表。
| 年度   | 目黑線 | 大井町線 | 來源   |
| ------ | ------ | -------- | ------ |
| 1990年 | 28,151 | 29,666   | [ 13 ] |
| 1991年 | 28,055 | 30,117   | [ 14 ] |
| 1992年 | 27,132 | 28,921   | [ 15 ] |
| 1993年 | 25,995 | 28,052   | [ 16 ] |
| 1994年 | 9,041  | 10,896   | [ 17 ] |
| 1995年 | 8,962  | 10,833   | [ 18 ] |
| 1996年 | 8,934  | 10,268   | [ 19 ] |
| 1997年 | 8,825  | 9,986    | [ 20 ] |
| 1998年 | 8,496  | 9,647    | [ 21 ] |
| 1999年 | 8,568  | 9,680    | [ 22 ] |
| 2000年 | 9,321  | 9,578    | [ 23 ] |
| 2001年 | 9,899  | 9,279    | [ 24 ] |
| 2002年 | 8,438  | 10,912   | [ 25 ] |
| 2003年 | 8,560  | 11,497   | [ 26 ] |
| 2004年 | 8,493  | 11,671   | [ 27 ] |
| 2005年 | 8,590  | 11,762   | [ 28 ] |
| 2006年 | 8,666  | 11,940   | [ 29 ] |
| 2007年 | 9,538  | 12,074   | [ 30 ] |
| 2008年 | 9,786  | 12,518   | [ 31 ] |
| 2009年 | 10,008 | 12,740   | [ 32 ] |

## 周邊
- 東急醫院（日语：東急病院）（本站正上方）
- 東京工業大學大岡山校區
- 大岡山站前郵局
- 大岡山北口商店街
- 東急store（日语：東急ストア）大岡山店

## 名稱由來
站名取自地名「大岡山」。
地名「大岡山」則是取自明治時代的荏原郡碑衾村大字衾字平南大岡山、平北大岡山。
「大岡山」的由來眾說紛紜，一是取自此地大地主岡田家擁有的山的姓氏說，另一是周邊多小丘、小山的「大岡」、「山」組合的地理說。

## 相鄰車站
東急電鐵
 目黑線
■急行
武藏小山（MG03）－大岡山（MG06）－田園調布（MG08）
■各站停車
洗足（MG05）－大岡山（MG06）－奧澤（MG07）
 大井町線
■急行
旗之台（OM06）－大岡山（OM08）－自由丘（OM10）
□各站停車（二子新地、高津通過）、■各站停車（二子新地、高津停車）
北千束（OM07）－大岡山（OM08）－綠丘（OM09）

## 延伸閱讀
- 宮田道一. . JTBパブリッシング. 2008-09-01. ISBN 9784533071669.

## 外部連結
- 大岡山（各站資訊） - 東急電鐵（日語）